# (500276) 2012 PK2
(500276) 2012 PK2 es un asteroide perteneciente al cinturón de asteroides, descubierto el 8 de agosto de 2012 por el equipo del Pan-STARRS desde el Observatorio de Haleakala, Hawái, Estados Unidos.

## Designación y nombre
Designado provisionalmente como 2012 PK2.

## Características orbitales
2012 PK2 está situado a una distancia media del Sol de 3,070 ua, pudiendo alejarse hasta 3,289 ua y acercarse hasta 2,851 ua. Su excentricidad es 0,071 y la inclinación orbital 8,362 grados. Emplea 1965,10 días en completar una órbita alrededor del Sol.

## Características físicas
La magnitud absoluta de 2012 PK2 es 17.